# 葛賚
葛賚，CBE，JP（1934年7月28日—2009年11月19日）英國銀行家。生於香港，家族4代都曾於滙豐工作。1952年加入滙豐，先後在汶萊、德國、印度及馬來西亞等地工作。1993年至1996年任香港上海滙豐銀行主席。葛賚亦曾任港口發展局主席、行政局非官守議員、香港金融管理局委員等公職，以及恒生銀行副董事長，滙豐控股、太古、獲多利控股等公司董事。1996年退休。同年獲頒授CBE勳銜。